# Малый индо-малайский дятел
Малый индо-малайский дятел (лат. Dinopium benghalense) — птица семейства дятловых. Распространён в тропическом климате на юге Азии, где населяет разнообразные лесные ландшафты. Это один из немногих видов дятлов, который охотно селится в пределах населённых пунктов. Отличительные признаки вида — золотистый окрас оперения спины, чёрные горло и надхвостье. Обычный вид.

## Описание
Небольшого размера дятел с достаточно длинным острым клювом, слегка загнутым книзу. Длина 26—29 см, масса 86—133 г. На ноге развиты четыре пальца. Характерная особенность в сравнении с другими индо-малайскими дятлами — чёрный, а не красный, окрас оперения нижней части спины и поясницы.

## Распространение
Область распространения — Южная Азия от Пакистана к востоку до южного Непала, западной Мьянмы и индийского штата Ассам, к югу до Шри-Ланки.